# Doctrina Monroe

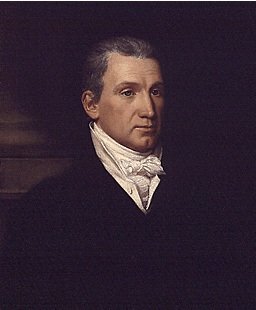
Președintele Statelor Unite, James Monroe

Doctrina Monroe este o doctrină a Statelor Unite care proclama pe 2 decembrie 1823 că puterile europene nu vor mai coloniza și nu se vor mai amesteca în afacerile interne ale Americilor. Statele Unite ale Americii urmau să se proclame neutre în războaiele dintre puterile europene și coloniile lor. Daca aceste războaie ar fi apărut totuși, SUA ar fi urmat să considere astfel de conflagrații ca pe niște acțiuni ostile la adresa lor. Președintele SUA James Monroe a fost primul care a prezentat public această doctrină în timpul celui de-al șaptelea discurs anual asupra stării Uniunii ținut în fața Congresului SUA. Acesta este considerat unul dintre cele mai importante momente ale dezvoltării politicii externe ale SUA.